# Sava Vladislavić Raguzinski
Sava Vladislavić Raguzinski ili "grof Raguzinski ili Ilirski" (rus. Savva Lukič Raguzinskij-Vladislavić, graf Raguzinskij ili Illirijskij; Jasenik, 1668. - Petrograd 1738.) bio je srpski trgovac i avanturist, koji je kasnije otišao u Rusiju i ušao u službu ruskog cara Petra Velikog. Povjerene su mu mnoge diplomatske misije u Carigradu, Rimu i Pekingu. Njegovo najznačajnije djelo bio je Kjahtinski ugovor, koji je regulirao odnose Rusije i Kine sve do sredine 19. stoljeća.

## Životopis
Savin otac, Luka Vladislavić, bio je knez u Hercegovini. Sava je rođen 1668. na vlastelinskom imanju Vladislavića u Jaseniku, blizu Gacka u Hercegovini. Kada su Turci Čengići napali vlastelinski posjed, Sava je s ocem prešao u Dubrovnik, a njegov rođeni brat Duka ostaje u Trebinju. Iz tog dijela obiteljske loze nastaju Dučići, čiji je potomak književnik Jovan Dučić. Nakon što se Luka Vladislavić, preselio u Dubrovnik dodao je svom prezimenu Raguzinski. Naime, Dubrovnik je u međunarodnim odnosima zvan Raguza (tal. Ragusa), što je bio talijanski naziv za ovaj primorski grad. Mladi Sava je, kao mnogi Dubrovčani, izučavao pomorstvo. U dubrovačkim katoličkim isusovačkim školama, Vladislavić je stekao visoko obrazovanje, koje je upotpunio znanjem iz ekonomije u Španjolskoj i Francuskoj.
Odlazi zatim u Carigrad, da kao trgovac širi trgovačke veze. Jeruzalemski patrijarh Dositej, stup Ruske pravoslavne crkve na Bliskom istoku, preporučio je ministre vanjskih poslova Rusije Jemeljanu Ukrajincevu i Vasiliju Galicina, za koje je također preuzimao razne tajne misije. Vladislavić je uspio pribaviti tekst ugovora Porte s Francuskom, Mletačkom Republikom, Engleskom i habsburškom državom. Ti ugovori su doprinijeli sklapanju i rusko-turskog mira, a Vladislaviću je bio otvoren put do dvora cara Petra Velikog, koga je upoznao u Azovu 1702. godine. Na Savin nagovor, car Petar Veliki, početkom 18. stoljeća, poslao je u Srijemske Karlovce prvu gramatiku i početnicu za učenje abecede, koji je u buduće središte srpske duhovnosti donio učitelj Maksim Suvorov. To je označilo nastanak prve srpske škole u Srijemskim Karlovcima.
Dok je boravio u Mlecima, talijanski je učio kod Ivana Krušale, s kojim je poslije surađivao kad je ugovoren Kjahtinski ugovor. Krušala je s Vladislavićem četiri godine proveo u Kini kao njegov tajnik i tumač.
Kao trgovac ide za Moskvu, ali se, dobivši privilegije, brzo vraća u Carigrad kao trgovački i diplomatski predstavnik Rusije, zajedno s grofom Petrom Tolstojem (rodonačelnik porodice Tolstoj iz koje su potekli poznati pisci Lav Tolstoj i Aleksej Tolstoj). Sava Vladislavić je na još jedan način povezan s ruskom literaturom: u Carigradu je otkupio mladog etiopskog roba Ibrahima Hanibala i njega poslao Petru Velikom u Rusiju; Ibrahim Hanibal bio je pradjed Aleksandra Puškina. Grof Sava Vladislavić zaključio je vojni savez s knezom Moldavije u Iaşiju te mir sa sultanom na Prutu.
Godine 1708. vraća se u Moskvu i od Petra Velikog dobiva posjede u današnjoj Ukrajini, gdje u gradu Nezinu nastaje trgovačko središte oblasti. Grof Sava Vladislavić bio je osnivač ruske obavještajne službe. Za crnomorski obavještajni rad dobivao je apanažu od 325 rubalja godišnje. Petar Veliki poklonio mu je dvorac u Moskvi i pravo slobodne trgovine na deset godina. Povelja je, nedugo zatim, produžena na neograničeno vrijeme.
Ilirski grof, kako Sava Vladislavić sebe u to vrijeme naziva, po Ilirima koji su tad bili sinonim za Južne Slavene, njeguje kontakte sa Srbima i s kneževinama Vlaškom i Moldovom, pomaže srpske ustanke u današnjoj Crnoj Gori, i u Rusiju dovodi Mihaila Miroradovića, pretka kasnije poznatog grofa Mihaila Miloradovica. Godine 1711. Petar Veliki šalje Savu Vladislavića za Vlašku i Crnu Goru radi pripreme jednog ustanka uoči ruskog napada na Osmanlije.
Od 1716. do 1722. godine Vladislavić je predstavnik Rusije u Rimu, gdje priprema konkordat između Rusije i Vatikana, brine se o ruskim plemićima u Rimu (među njima je bio i Ivan Nikitin) i nabavlja umjetnička djela za ljetni dvorac Petra Velikog u Petrogradu.
Godine 1725. kreće u misiju za Kinu, gdje njegovim zauzimanjem dolazi do Kjahtanskog sporazuma, koji je najvažniji međunarodni sporazum Rusije i Kine do sredine 19. stoljeća i predstavlja i danas važeće razgraničenje Rusije s Kinom. Njegovim posredovanjem nastala je i prva pravoslavna crkva u Pekingu. Savin odgovor na kritičare u svezi sporazuma s Kinom, pošto je Kina u to vrijeme vodila strogu politiku izolacije na što su kritičari govorili da je bavljenje Kinom bacanje novca na ulicu, danas je poznata izreka u Rusiji: "Tko ne baca novac na ulicu, neće ga nikad ni naći". Sava Vladislavić je zbog uspostavljena odnosa s Kinom odlikovan ordenom Aleksandra Nevskog.
Posljednjih godina života, slomljen smrću svojih triju kćeri, Vladislavić je u Sibiru dobio pravo osnovati grad Troicosavsk (danas Kjahta). Tamo je podigao hram, nazvavši ga crkva Svetog Save srpskih Nemanjića. Umro je 1738. u Petrogradu.

## Vanjske poveznice
- Jovan Dučić: Grof Sava Vladislavić